# Hjörleifshöfði
Hjörleifshöfði är en kulle i republiken Island. Den ligger i regionen Suðurland, 170 km sydost om huvudstaden Reykjavík. Toppen på Hjörleifshöfði är 221 meter över havet.
Närmaste större samhälle är Vík í Mýrdal, omkring 13 kilometer väster om Hjörleifshöfði.